# Asellopsis arenicola
Asellopsis arenicola är en kräftdjursart som beskrevs av Claude Chappuis 1954. Asellopsis arenicola ingår i släktet Asellopsis och familjen Laophontidae. Inga underarter finns listade i Catalogue of Life.